# Lidia Navarro
Lidia Navarro (Madrid, 16 de setembre de 1975), actriu de teatre, cinema i televisió espanyol llicenciada en Filologia Hispànica per la Universitat d'Alcalá de Henares.
Lidia Navarro va iniciar la seva carrera com a actriu de teatre, en obres com Don Juan Tenorio, El castigo sin venganza, Nada tras la puerta. Ha participat a sèries com El comisario, Al salir de clase, Hospital Central, Amar en tiempos revueltos, Maitena: Estados alterados, Herederos.
Va debutar al cinema amb Agujetas en el alma el 1997 dirigida per Fernando Merinero. Més tard fou dirigida per Miguel Bardem a Noche de Reyes (2001), per Manuel Gutiérrez Aragón a El Quijote (2001) adaptació de la novel·la de Miguel de Cervantes o per Juanma Bajo Ulloa a Frágil (2004).

## Filmografia
| Any  | Títol                           | Director                |
| ---- | ------------------------------- | ----------------------- |
| 2013 | Me amarás sobre todas las cosas | Chema de la Peña        |
| 2007 | Salir pitando                   | Álvaro Fernández Armero |
| 2006 | Café sólo o con ellas           | Álvaro Díaz Lorenzo     |
| 2004 | El aire que respiro             | Sara Bilbatua           |
| 2004 | Frágil                          | Juanma Bajo Ulloa       |
| 2005 | Slam                            | Miguel Martí            |
| 2001 | El Quijote                      | Manuel Gutiérrez Aragón |
| 2001 | Noche de Reyes                  | Miguel Bardem           |
| 1999 | Todo menos la chica             | Chus Delgado            |
| 1997 | Agujetas en el alma             | Fernando Merinero       |

## Televisió
| Any       | Títol                      | Personatge             | Paper    |
| --------- | -------------------------- | ---------------------- | -------- |
| 2012      | Cuéntame cómo pasó         | Eva                    |          |
| 2012      | La que se avecina          | Marta                  |          |
| 2009      | Acusados                   | Diana                  |          |
| 2009      | Maitena: Estados alterados |                        |          |
| 2007      | Herederos                  | Verónica García Orozco | Episòdic |
| 2006      | Amar en tiempos revueltos  | Charito                | Episòdic |
| 2006      | Brigada policial           |                        |          |
| 2005      | Hospital Central           | Patricia               | Episòdic |
| 2001      | Al salir de clase          | Ana                    | Episòdic |
| 2001      | Paraíso                    | Loli                   |          |
| 1999      | La llamada                 |                        |          |
| 1999/2000 | El comisario               | Irene Arranz           | Episòdic |
| 1998      | Hermanas                   |                        |          |
| 1998      | Puerta con puerta          |                        |          |
| 1997      | La sonrisa del pelícano    |                        |          |
| 1997      | Inquilinos                 |                        |          |
| 1995      | Farmacia de guardia        |                        |          |

## Teatre
| Any  | Títol                                          | Director                        |
| ---- | ---------------------------------------------- | ------------------------------- |
| 2014 | Ejecución hipotecaria                          | Adolfo Fernández                |
| 2014 | Nada tras la puerta                            | Mikel Gómez de Segura.          |
| 2013 | Las fábulas del señor Samaniego                | Ainhoa Amestoy                  |
| 2013 | Alicia en el país de las maravillas            | Ainhoa Amestoy                  |
| 2012 | Verano                                         | Tamzin Townsed                  |
| 2011 | Maria Sarmiento                                | Fernando Romo                   |
| 2010 | Tartufo                                        | Fernando Romo                   |
| 2009 | En la cama                                     | Tamzin Townsed                  |
| 2008 | Don Juan                                       | Tamzin Townsed                  |
| 2008 | Segunda vida                                   | Aitana Galán                    |
| 2007 | Closer                                         | Mariano Barroso                 |
| 2006 | Las mujeres sabias                             | Fernando Romo.                  |
| 2005 | Casa de fieras                                 | Aitana Galán                    |
| 2004 | Atravesando pausas                             | Luis Dorrego                    |
| 2004 | Castelvines y Monteses                         | Aitana Galán                    |
| 2004 | San Juan poeta                                 | César Maroto                    |
| 2004 | El castigo sin venganza                        | Adrián Daumas                   |
| 2003 | La conjura de los necios                       | Fernando Romo                   |
| 2002 | Don Juan Tenorio                               | Luis Dorrego                    |
| 2002 | El avaro                                       | Fernando Romo                   |
| 2001 | Zeta                                           | Andrés Beladíez. Vértigo Teatro |
| 2001 | Hasta el domingo                               | Aitana Galán )                  |
| 2000 | Náufragos                                      | Andrés Beladíez                 |
| 1999 | La mano en el frasco, en la caja, en el tren   | Andrés Beladíez                 |
| 1998 | Amor de don Perlimplín con Belisa en su jardín | J. L. Matienzo                  |
| 1997 | ¿Será carnaval                                 | Luis Dorrego-Manuel Álvarez     |
| 1996 | Apertura Orangután                             | Luis Dorrego                    |
| 1995 | La rosa de papel y ligazón                     | Miguel Cubero                   |
| 1995 | El pez que fuma                                | Federico Castillo               |

## Premis
Certamen Nacional Arcipreste de Hita
| Categoria                | Obra           |
| Millor Actriu Secundària | La entretenida |

7èmes Rencontres Theatrales de Lyon
| Categoria           | Obra                       |
| Premi Interpretació | La Rosa de Papel y Ligazón |